# Cyclodictyon bidentatum
Cyclodictyon bidentatum là một loài rêu trong họ Pilotrichaceae. Loài này được Demaret mô tả khoa học đầu tiên năm 1952.